# Манич, Лидия
Ли́дия Вера Ма́нич (серб. Лидија Вера Манић; род. 1959, Пирот, Народная Республика Сербия, Югославия) — югославская и сербская фотомодель, журналистка и телеведущая. Единственная представительница Югославии, выигрывавшая конкурс красоты «Мисс Интернешнл».

## Биография
Лидия Манич родилась в Пироте, выросла в Обреноваце и после окончания первого класса переехала к матери в Белград.
Манич представляла Югославию на международном конкурсе «Мисс Вселенная 1975», который проходил в Сан-Сальвадоре, но по его итогам в полуфинал не прошла. В том же году она одержала победу на конкурсе «Мисс Интернешнл 1975». Она стала первой и единственной представительницей Югославии, выигрывавшей этот конкурс.
Манич получила образование в области журналистики, писала статьи для модных журналов. Затем она перешла на телевидение, где работала на разных каналах и вела политические шоу. 
В мае 2020 года у неё был обнаружен рак и ей была проведена операция. Затем она прошла 25 сеансов лучевой терапии, после чего болезнь отступила. В ноябре 2023 года после проведённой компьютерной томографии у неё был обнаружен рак и она прошла курс химиотерапии. 